# José Roberto Fortes Palau
Dom José Roberto Fortes Palau (Jacareí, 9 de abril de 1965) é um bispo católico brasileiro da Diocese de Limeira.

## Biografia
Nascido em Jacareí, no Estado de São Paulo, em 9 de abril de 1965, padre José Roberto Fortes Palau recebeu a ordenação presbiteral 6 de fevereiro de 1993. É mestre em Teologia da Espiritualidade pela Pontifícia Universidade de Teresianum, em Roma e doutorado também em Teologia pela Pontifícia Universidade Católica do Rio de Janeiro. Foi reitor do Seminário de Teologia da diocese de São José dos Campos de 2000 a 2009 e professor do Instituto Teológico Sagrado Coração de Jesus, em Taubaté. Já exerceu cargos como coordenador da pastoral presbiteral, vigário geral da diocese de São José dos Campos (2005 a 2013) e pároco das paróquias Santo Agostinho e São José. Também foi diretor da Escola Diaconal no período de 2005 a 2011 e diretor e professor da Faculdade Católica de São José dos Campos de 2008 até o momento.
O Papa Francisco nomeou na manhã de quarta-feira, 30 de abril de 2014, Dom José Roberto Fortes Palau como bispo-auxiliar da Arquidiocese de São Paulo.
No dia 21 de junho de 2014 recebeu a sagração episcopal, em celebração realizada na Igreja Coração de Maria, na cidade de São José dos Campos, tendo como sagrante principal o Cardeal-Arcebispo Dom Odilo Pedro Scherer, da Arquidiocese de São Paulo e como co-sagrantes os arcebispos Dom Moacir Silva, Arcebispo de Ribeirão Preto e 3º bispo da Diocese de São José dos Campos a qual pertencia Dom José Roberto, e Dom Dimas Lara Barbosa, Arcebispo de Campo Grande e também oriundo da mesma diocese de São José dos Campos. Estiveram presentes, dentre outros, Dom Eusébio Oscar Scheid primeiro bispo da diocese e Cardeal-Arcebispo emérito do Rio de Janeiro, Dom José Valmor César Teixeira, 4º e atual bispo da diocese de São José dos Campos, Monsenhor Carlos Lema Garcia, nomeado juntamente com Dom José Roberto à auxiliar de São Paulo, além dos cinco bispos auxiliares da Arquidiocese Dom Edmar Peron (Região Belém); Dom Milton Kenan Júnior (Região Brasilândia); Dom Tarcísio Scaramussa (Região Sé); Dom Sérgio de Deus Borges (Região Santana); Dom Júlio Endi Akamine (Região Lapa) e diversos outros bispos, padres e religiosos.
No dia 20 de novembro de 2019 foi nomeado pelo Papa Francisco como novo bispo da Diocese de Limeira e dia 18 de janeiro de 2020, na Catedral Diocesana Nossa Senhora das Dores, tomou posse e passou a exercer seu ministério episcopal como bispo dessa Diocese.

## Presbiterato
No decorrer do ministério sacerdotal, sempre trabalhando na cidade de São José dos Campos, ocupou as seguintes funções: Vigário Paroquial da Paróquia “Santana” (1993); Pároco da Paróquia “São José” (1997-2000); Reitor do Seminário Teológico da Diocese de São José dos Campos (2000-2011); Vigário paroquial da Paróquia “São Bento” (2004-2011); Vigário Geral da Diocese de São José dos Campos (2005-2013). De 2011 até sua sagração foi pároco na paróquia de “Santo Agostinho”, em São José dos Campos.

## Episcopado
Foi sagrado bispo em 21 de junho de 2014, celebração realizada na Igreja Coração de Maria, na cidade de São José dos Campos, tendo como sagrante principal o Cardeal-Arcebispo Dom Odilo Pedro Scherer, da Arquidiocese de São Paulo e como co-sagrantes os arcebispos Dom Moacir Silva, Arcebispo de Ribeirão Preto e 3º bispo da Diocese de São José dos Campos a qual pertencia Dom José Roberto, e Dom Dimas Lara Barbosa, Arcebispo de Campo Grande e também oriundo da mesma diocese de São José dos Campos.
Permaneceu no cargo até sua posse como bispo da Diocese de Limeira em 20 de novembro de 2019.

Como bispo diocesano da Diocese de Limeira Dom José Roberto é responsável pelas paróquias de 16 cidades da região de Limeira que tem 94 paróquias e cerca de 1 milhão de habitantes. 

## Brasão e Lema
Descrição Heráldica
O brasão é um conjunto de símbolos que o bispo utiliza para indicar os traços fortes de sua espiritualidade e de sua atividade evangelizadora. É como que um programa de vida.
As insígnias episcopais: são indicadas pelo “Chapéu Prelatício” verde, com forro violáceo, do qual pendem, de cada lado, três fileiras de borlas e seus cordões igualmente verdes. Ainda compõe as insígnias a Cruz Episcopal colocada por detrás do brasão.
O Escudo: esquartelado por uma cruz dourada, dividido em duas cores e ilustrado com quatro símbolos.
O Listel: com o lema “A Verdade vos Libertará”.
Interpretação
O chapéu verde, símbolo da dignidade episcopal, lembra Jesus Cristo, Cabeça da Igreja.
As doze borlas lembram os doze apóstolos, alicerces da Igreja.
A cruz dourada, que perpassa todo o escudo, simboliza o trono glorioso de Cristo e a redenção que realizou através do mistério pascal. O anúncio da salvação, realizado por Cristo, deve chegar a todos e a cruz, indicando os quatro pontos cardeais, recorda a universalidade da missão da Igreja.
O escudo em duas cores, azul e vermelho, recorda que o plano divino da salvação realiza-se na comunhão entre céu e terra. A cruz dourada, que divide o escudo em quatro partes, e donde emanam quatro fachos de luz, indica a sabedoria, a ciência, que emana da cruz de Cristo: dela nos vem a salvação.
Os símbolos: o M lembra a Virgem Maria, que sempre buscou a verdade divina no silêncio do coração. A bíblia é a revelação da verdade divina na história. A uva e o trigo simbolizam a eucaristia, mistério da fé, da verdade salvífica. E o lírio simboliza São José, fiel colaborador do plano salvífico de Deus, homem justo, comprometido com a verdade.
O Lema
“A Verdade vos Libertará” (Jo 8, 32), iluminará o caminho do episcopado de Dom José Roberto. Anunciar o plano divino da salvação, a verdade salvífica de Deus, com alegria e coragem, é missão episcopal.